# Yeoncheon
Der Landkreis Yeoncheon (kor.: 연천군, Yeoncheon-gun) befindet sich in der Provinz Gyeonggi-do. Der Verwaltungssitz befindet sich in der Stadt Yeoncheon-eup. Der Landkreis hatte eine Fläche von 675 km² und eine Bevölkerung von 44.839 Einwohnern im Jahr 2019. Der Landkreis ist Teil der Region Sudogwon. Er ist jedoch weniger dicht besiedelt als die meisten anderen Teile der Region.
Im Norden und Westen grenzt der Landkreis an Nordkorea. Im August 2015 wurden über 100 Zivilisten aus dem Gebiet evakuiert, nachdem Nord- und Südkorea sich gegenseitig mit Artilleriefeuer beschossen hatten.

Lage des Landkreises in Südkorea